# Emanuele Ansaloni
Emanuele Ansaloni, né le 11 février 2000, est un coureur cycliste italien.

## Biographie
Emanuele Ansaloni grandit à Bentivoglio, une commune située en Émilie-Romagne,. Il commence le cyclisme durant sa jeunesse après avoir pratiqué le football et le basket-ball. 
Chez les juniors, il s'impose à une reprise et décroche quatre podiums. Il intègre ensuite le club InEmiliaRomagna en 2018 pour ses débuts espoirs. Bon grimpeur, il obtient ses premiers résultats notables au plus haut niveau amateur lors de la saison 2021. 
En juin 2022, il termine troisième du championnat d'Italie sur route espoirs. L'année suivante, il se distingue en remportant la dernière étape et le classement général de l'Aziz Shusha. Il s'agit de ses premiers succès obtenus sur une compétition inscrite au calendrier de l'UCI.

## Palmarès et résultats

### Palmarès par année
- 2021
  - Trofeo SS Addolorata
  - 3e du Gran Premio Città di Nonantola
- 2022
  - Gran Premio Città di Nonantola
  - 2e du championnat d'Italie du contre-la-montre par équipes espoirs
  - 3e du championnat d'Italie sur route espoirs
- 2023
  - Aziz Shusha :
    - Classement général
    - 5e étape

  - 3e étape du Tour de Vénétie
  - Trofeo SC Corsanico
  - 2e de la Coppa Zappi
- 2024
  - Coppa Varignana
  - 2e du Trofeo SC Corsanico
  - 2e du Trofeo Città di Lucca
  - 3e de Florence-Viareggio
- 2025
  - 3e de la Coppa Bologna

### Classements mondiaux
| Année           | 2022   |
| --------------- | ------ |
| UCI Europe Tour | 1 052e |